# 허유정
허유정(2005년 10월 6일 ~ )은 대한민국의 농구 선수이다. 한국여자프로농구(WKBL) 인천 신한은행 에스버드 소속으로 포지션은 가드이다.

## 경력
2023년 9월에 열린 2023-2024 WKBL 신입선수 선발회에서 1라운드 전체 3순위로 인천 신한은행 에스버드에 지명되었다.